# Шведские казаки
Шведские казаки (швед. svenska kosacker, Zelowskosacker, Zelows kosackkår) — корпус лёгкой кавалерии в шведской армии, созданный в ходе русско-шведской войны 1788—1790 годов.
Приказ о создании корпуса был издан в мае 1789 года, и уже летом он был сформирован. Корпус комплектовался уроженцами Финляндии и никакого отношения к казакам, помимо названия, не имел. Командовал корпусом Карл Мауриц фон Зелов (1757—1791), сначала майор Саволакского пехотного полка, затем (с 1790 года) подполковник. По его имени корпус часто называют казаками Зелова.
Состоял из 4 эскадронов по 50 человек в каждом, однако вскоре из-за нехватки лошадей было создано отделение пеших егерей. В корпусе царила слабая дисциплина и дезертирство. В декабре 1790 года корпус был расформирован.